# World Cyber Games 2000
World Cyber Games 2000 (pod nazwą WCG Challenge) odbyły się w miejscowości Yong-in w Korei Południowej w dniach 7 - 15 października 2000. Arena zmagań mieściła się w wesołym miasteczku o nazwie Everland.

## Rozgrywane konkurencje
Uczestnicy World Cyber Games w Yong-in w 2000 roku rywalizowali w 4 konkurencjach. 
- First-Person Shooter
  -  Quake III: Arena

- Real-Time Strategy
  -  Age of Empires II
  -  StarCraft: Brood War

- Sport
  -  FIFA 2000

## Państwa
| Azja - Chiny - Chińskie Tajpej - Hongkong - Japonia - Korea Południowa - Singapur | Ameryka - Kanada - Meksyk - Stany Zjednoczone | Europa - Dania - Francja - Holandia - Niemcy - Norwegia - Szwecja - Wielka Brytania | Oceania - Australia |

## Medaliści
| Konkurencja          |                                      |                                      |                                   |
| Age of Empires II    | Jung Myung-jin                       | Huang Y-kuei                         | Lee Jae-baek                      |
| FIFA 2000            | Lee Ji-hun                           | Park Jin-hyung                       | Lee Ro-su                         |
| Starcraft: Brood War | Park Taemin Pseudonim: GoRush        | Jang Il-suk Pseudonim: I_Love.Star   | Anker Jacob Scharn Pseudonim: NTT |
| Quake III: Arena     | Johnathan Wendel Pseudonim: Fatal1ty | Oskar Ljungström Pseudonim: LakermaN | John Hill Pseudonim: ZeRo4        |

## Klasyfikacja medalowa
| Lp. | Państwo           | złoto | srebro | brąz | razem |
| --- | ----------------- | ----- | ------ | ---- | ----- |
| 1.  | Korea Południowa  | 3     | 2      | 2    | 7     |
| 2.  | Stany Zjednoczone | 1     | 0      | 1    | 2     |
| 3.  | Chińskie Tajpej   | 0     | 1      | 0    | 1     |
| 3.  | Szwecja           | 0     | 1      | 0    | 1     |
| 5.  | Holandia          | 0     | 0      | 1    | 1     |